# Паташ
Паташ (словац. Pataš) — село в окрузі Дунайська Стреда Трнавського краю Словаччини. Площа села 9,38 км². Станом на 31 грудня 2015 року в селі проживало 803 жителів.

## Історія
Перші згадки про село датуються 1270 роком.

## Географія
Протікають канал Міліновіце-Врбіна; Хотарний канал і Ганський канал.

## Населення
| Рік:            | 1994. | 2004.   | 2014.   | 2024.   |
| --------------- | ----- | ------- | ------- | ------- |
| Кількість осіб: | 773   | 812     | 798     | 833     |
| Різниця:        |       | +5,04 % | -1,72 % | +4,38 % |

| Рік:            | 2023. | 2024.   |
| --------------- | ----- | ------- |
| Кількість осіб: | 814   | 833     |
| Різниця:        |       | +2,33 % |